# Rainatou Sow

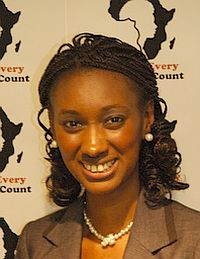
Rainatou Sow (2013)

Rainatou Sow (* 30. Oktober 1983 in Fria) ist eine guineische Sozialunternehmerin, die Make Every Woman Count (MEWC; dt. „Jede Frau zählen lassen“) gegründet hatte und Geschäftsführerin ist. Eine Organisation, die von einem Team junger Frauen in Afrika, Amerika und Europa betrieben wird, die ihre Leidenschaft und Erfahrung einsetzen, um die Rechte und das Empowerment von Frauen und Mädchen zu fördern. Sie setzt sich für eine friedliche und gerechte Welt ein, setzt sich für Menschenrechte und soziale Gerechtigkeit ein und setzt sich für die Stärkung von Frauen und Mädchen ein.

## Leben

### Herkunft und Ausbildung
Sow wurde in der Bergbaustadt Fria geboren. Im Alter von zwölf Jahren begann sie mit Abendkursen für Mädchen, die nicht zur Schule gehen konnten, und engagierte sich später im politischen System, wo sie als Ministerin für Kinder und Frauenangelegenheiten Mitglied des guineischen Kinderparlaments wurde, wozu auch Auftritte im guineischen Radio und Fernsehen gehörten.
Sie erwarb einen Master-Abschluss in internationalem Recht an der Kofi-Annan-Universität von Guinea (UKAG) und einen Master-Abschluss in internationalen Beziehungen an der London Metropolitan University. Sie spricht fließend Französisch, Englisch, Pulaar und Susu.

### Frühe politische Betätigungen
Sow hatte mehrere Positionen in Guinea inne, unter anderem bei der Internationalen Organisation für Migration (IOM), der Weltgesundheitsorganisation und UNICEF. Nach ihrem Umzug nach New York im Jahr 2009 absolvierte Sow ein Praktikum bei der Frauen-Friedensorganisation Women’s International League for Peace and Freedom (WILPF), das sich ausschließlich mit der Resolution 1325 des Sicherheitsrates der Vereinten Nationen befasst; eine im Jahr 2000 verabschiedete Resolution, in der die Achtung der Rechte von Frauen in Konflikten gefordert wird.

### Gründung vonMake Every Woman Count
Inspiriert von den Aktivitäten von WILPF und motiviert durch die Afrikanische Union, die die Jahre 2010–2020 zur „Dekade der afrikanischen Frauen“ erklärt hatte, gründete Sow eine neue Organisation, die Nachrichten und Ressourcen für afrikanische Frauen, sowohl für die in Afrika als auch für die in der Diaspora lebenden Frauen, bereitstellen soll. Mit dem Ziel, das Thema der Afrikanischen Frauendekade zu fördern, begann dieses Online-Ressourcenzentrum, Nachrichtenereignisse aus dem ganzen Kontinent zusammenzutragen und selbst veröffentlichte Artikel, die die Arbeit von Basisorganisationen hervorheben, sowie Interviews mit erfolgreichen Frauen anzubieten.
Nach ihrer Rückkehr nach Großbritannien im Jahr 2011 beantragte Sow, dass Make Every Woman Count, um eine registrierte Wohltätigkeitsorganisation zu werden, ein Status, den sie am 13. Oktober desselben Jahres erreichte. Seit der Gründung der Organisation hat Sow das Team um eine Vielzahl von Freiwilligen aus der ganzen Welt erweitert.

### Überzeugungen und Inspirationen

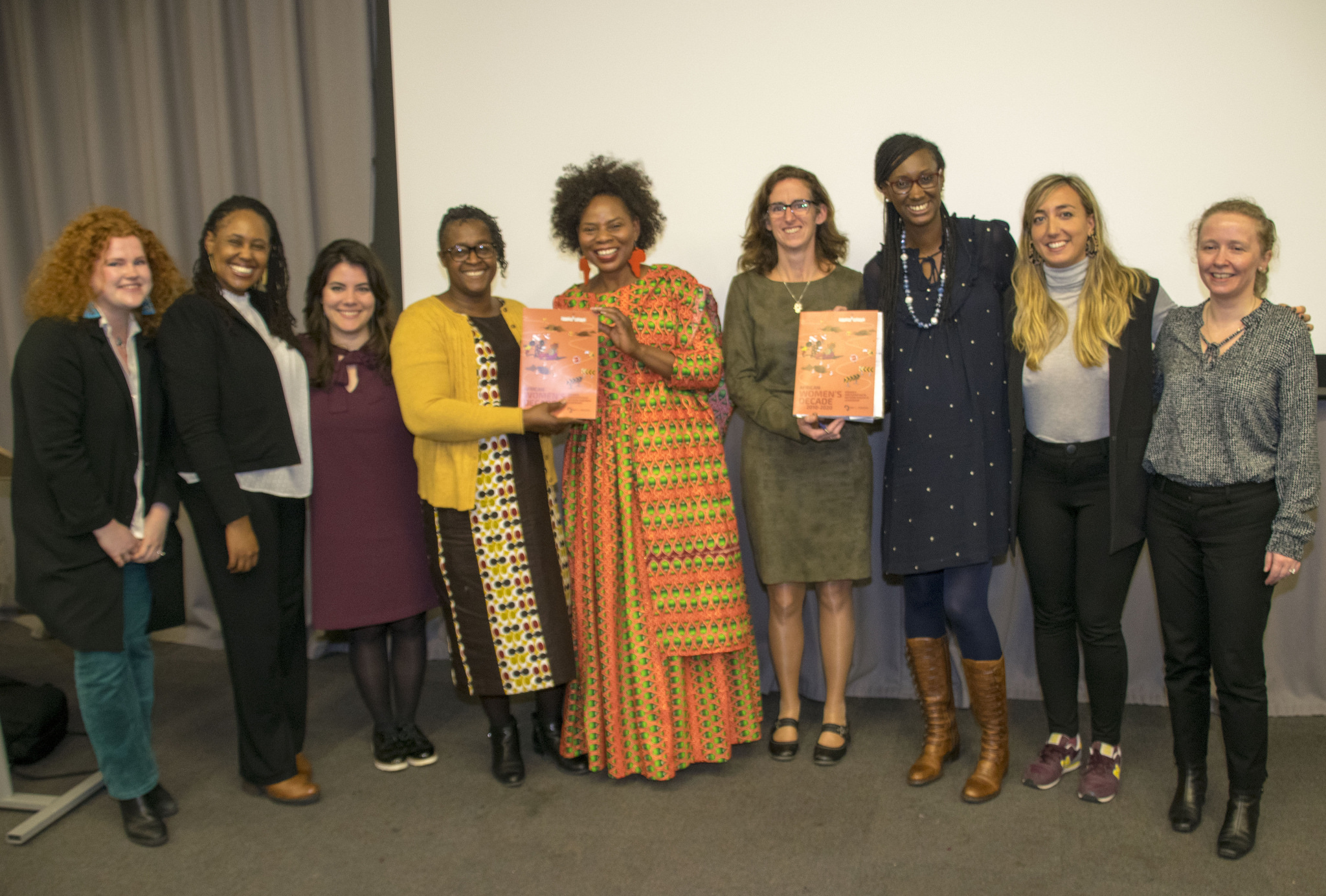
Großbritannien: Vorstellung des Berichts 2018 über die Beteiligung von Frauen an Entscheidungsprozessen und Führungspositionen im Jahrzehnt 2018. Mit Justina Mutale, Rainatou Sow, Naana Otoo-Oyortey und Anouka van Eerdewijk

Im Gespräch mit CNN begründete Sow ihr Engagement für die Afrikanische Frauendekade: „Im Grunde genommen war es in Nairobi, als die Afrikanische Frauendekade ins Leben gerufen wurde; es kamen Menschen aus der ganzen Welt, Delegierte, afrikanische Regierungen, es war ein großes Fest. Aber nach ein paar Monaten hat man kaum noch etwas davon gehört – wegen der Kreditklemme haben wir im Grunde nichts von der Finanzierung von Frauenprojekten dort gehört, und es war wirklich ruhig. Also dachten wir, was können wir tun? Werden wir uns hinsetzen und dieses Jahrzehnt vergehen lassen, oder werden wir etwas tun, vor allem wir als junge Generation“.
Sie wurde durch ihre Vision motiviert, dass eines Tages alle Frauen in den Regierungsinstitutionen eine Stimme haben und sich gleichberechtigt am öffentlichen Dialog und an der Entscheidungsfindung beteiligen werden. In ihrem Interview mit Women 4 Africa sagte sie: „Die meisten internationalen Organisationen, die sich auf die Ermächtigung und Gleichberechtigung von Frauen konzentrieren, vernachlässigen oft die Stimmen der afrikanischen Frauen selbst“.

## Auszeichnungen und Ehrungen
Sow wurde 2012 von „Women 4 Africa“ in Anerkennung ihrer Arbeit für die Afrikanische Frauendekade als „Inspirational Women of the Year“ ausgezeichnet und in den „20 Youngest Power Women in Africa“ des Forbes-Magazins vorgestellt. 2013 wurde sie von The Buzz in der Kategorie „Gleichstellung für alle“ unter den „Acht Aktivistinnen für die Gleichstellung ausländischer Frauen“ ausgezeichnet.
Sie ist in der Sendung „African Voices“ von CNN aufgetreten und wurde bei der Publikationsveranstaltung für den Jahresbericht der Organisation interviewt. Sie war eine der Teilnehmerinnen von 100 Women (BBC) am 25. Oktober 2013, einem Tag der Diskussion, an dem 100 Frauen aus der ganzen Welt teilnahmen, und erneut am 26. Oktober 2014.